# Pallacanestro ai Giochi della XXI Olimpiade - Torneo maschile
Il torneo maschile di pallacanestro ai Giochi della XXI Olimpiade ebbe inizio il 18 luglio 1976 e si concluse il 27 luglio. Gli Stati Uniti sconfissero in finale la Jugoslavia con il risultato di 95-74.

## Risultati

### Prima fase
Nella prima fase furono organizzati 2 gironi da 6 squadre ciascuno. Le prime 2 classificate ebbero accesso alle semifinali; le altre, a seconda della posizione, disputarono gli incontri validi per i piazzamenti dal 5º al 12º posto.

#### Gruppo A
| Team                | Pt | V - P | PF - PS   | DP   |
| ------------------- | -- | ----- | --------- | ---- |
| 1. Unione Sovietica | 10 | 5 - 0 | 548 - 374 | +174 |
| 2. Canada           | 9  | 4 - 1 | 446 - 416 | +30  |
| 3. Cuba             | 8  | 3 - 2 | 448 - 402 | +46  |
| 4. Australia        | 7  | 2 - 3 | 472 - 481 | -9   |
| 5. Messico          | 6  | 1 - 4 | 461 - 511 | -50  |
| 6. Giappone         | 5  | 0 - 5 | 364 - 555 | -191 |

#### Gruppo B
| Team              | Pt | V - P | PF - PS   | DP  |
| ----------------- | -- | ----- | --------- | --- |
| 1. Stati Uniti    | 10 | 5 - 0 | 396 - 349 | +47 |
| 2. Jugoslavia     | 9  | 4 - 1 | 366 - 343 | +23 |
| 3. Italia         | 8  | 3 - 2 | 349 - 344 | +5  |
| 4. Cecoslovacchia | 7  | 2 - 3 | 418 - 406 | +12 |
| 5. Porto Rico     | 6  | 1 - 4 | 323 - 363 | -40 |
| 6. Egitto         | 1  | 0 - 5 | 64 - 111  | -47 |

### Fase finale

#### Piazzamenti 9º-12º posto
|  | Spareggi   | Spareggi   | Spareggi   |            |         | Finale 9º-10º posto  | Finale 9º-10º posto  | Finale 9º-10º posto  |  |
|  |            |            |            |            |         |                      |                      |                      |  |
|  | Messico    | Messico    | 2          |            |         |                      |                      |                      |  |
|  | Messico    | Messico    | 2          |            |         |                      |                      |                      |  |
|  | Egitto     | Egitto     | 0          |            |         |                      |                      |                      |  |
|  | Egitto     | Egitto     | 0          |            | Messico | Messico              | 84                   |                      |  |
|  |            |            |            |            | Messico | Messico              | 84                   |                      |  |
|  |            |            | Porto Rico | Porto Rico | 89      |                      |                      |                      |  |
|  | Porto Rico | Porto Rico | Porto Rico | Porto Rico | 89      | 111                  |                      |                      |  |
|  | Porto Rico | Porto Rico |            |            |         | 111                  |                      |                      |  |
|  | Giappone   | Giappone   | 91         |            |         | Finale 11º-12º posto | Finale 11º-12º posto | Finale 11º-12º posto |  |
|  | Giappone   | Giappone   | 91         |            |         |                      |                      |                      |  |
|  |            |            |            |            |         |                      |                      |                      |  |
|  |            |            |            |            |         | Egitto               | Egitto               | 0                    |  |
|  |            |            |            |            |         | Egitto               | Egitto               | 0                    |  |
|  |            |            |            |            |         | Giappone             | Giappone             | 2                    |  |

| 26 luglio 1976 | Messico | 2 – 0 | Egitto |  |

| Montréal 26 luglio 1976, ore 14:00 | Porto Rico            | 111 – 91 (59-44) referto | Giappone | Montreal Forum\| Arbitri: \| Hank Nichols El-Sayed \| |
| Arbitri:                           | Hank Nichols El-Sayed |                          |          |                                                       |

| 27 luglio 1976 | Egitto | 0 – 2 | Giappone |  |

| Montréal 27 luglio 1976, ore 12:00 | Porto Rico                       | 89 – 84 (39-32) referto | Messico | Montreal Forum\| Arbitri: \| Yurij Mukhamedzhanov Simon Oblak \| |
| Arbitri:                           | Yurij Mukhamedzhanov Simon Oblak |                         |         |                                                                  |

#### Piazzamenti 5º-8º posto
|  | Spareggi       | Spareggi       | Spareggi |        |                | Finale 5º-6º posto | Finale 5º-6º posto | Finale 5º-6º posto |  |
|  |                |                |          |        |                |                    |                    |                    |  |
|  | Cuba           | Cuba           | 76       |        |                |                    |                    |                    |  |
|  | Cuba           | Cuba           | 76       |        |                |                    |                    |                    |  |
|  | Cecoslovacchia | Cecoslovacchia | 91       |        |                |                    |                    |                    |  |
|  | Cecoslovacchia | Cecoslovacchia | 91       |        | Cecoslovacchia | Cecoslovacchia     | 75                 |                    |  |
|  |                |                |          |        | Cecoslovacchia | Cecoslovacchia     | 75                 |                    |  |
|  |                |                | Italia   | Italia | 98             |                    |                    |                    |  |
|  | Italia         | Italia         | Italia   | Italia | 98             | 79                 |                    |                    |  |
|  | Italia         | Italia         |          |        |                | 79                 |                    |                    |  |
|  | Australia      | Australia      | 72       |        |                | Finale 7º-8º posto | Finale 7º-8º posto | Finale 7º-8º posto |  |
|  | Australia      | Australia      | 72       |        |                |                    |                    |                    |  |
|  |                |                |          |        |                |                    |                    |                    |  |
|  |                |                |          |        |                | Cuba               | Cuba               | 92                 |  |
|  |                |                |          |        |                | Cuba               | Cuba               | 92                 |  |
|  |                |                |          |        |                | Australia          | Australia          | 81                 |  |

| Montréal 25 luglio 1976, ore 20:00 | Australia             | 72 – 79 (43-37) referto | Italia | Montreal Forum\| Arbitri: \| Al Rae Arturo Ramírez \| |
| Arbitri:                           | Al Rae Arturo Ramírez |                         |        |                                                       |

| Montréal 25 luglio 1976, ore 22:00 | Cuba                        | 76 – 91 (38-46) referto | Cecoslovacchia | Montreal Forum\| Arbitri: \| Ron Foxcroft Ryoichi Kanaka \| |
| Arbitri:                           | Ron Foxcroft Ryoichi Kanaka |                         |                |                                                             |

| Montréal 27 luglio 1976, ore 14:00 | Australia                     | 81 – 92 (36-42) referto | Cuba | Montreal Forum\| Arbitri: \| David Davidian John McDonaugh \| |
| Arbitri:                           | David Davidian John McDonaugh |                         |      |                                                               |

| Montréal 27 luglio 1976, ore 19:00 | Italia                 | 98 – 75 (46-46) referto | Cecoslovacchia | Montreal Forum\| Arbitri: \| Al Rae Hugh Richardson \| |
| Arbitri:                           | Al Rae Hugh Richardson |                         |                |                                                        |

#### Piazzamenti 1º-4º posto
|  | Spareggi         | Spareggi         | Spareggi    |             |            | Finale 1º-2º posto | Finale 1º-2º posto | Finale 1º-2º posto |  |
|  |                  |                  |             |             |            |                    |                    |                    |  |
|  | Unione Sovietica | Unione Sovietica | 84          |             |            |                    |                    |                    |  |
|  | Unione Sovietica | Unione Sovietica | 84          |             |            |                    |                    |                    |  |
|  | Jugoslavia       | Jugoslavia       | 89          |             |            |                    |                    |                    |  |
|  | Jugoslavia       | Jugoslavia       | 89          |             | Jugoslavia | Jugoslavia         | 74                 |                    |  |
|  |                  |                  |             |             | Jugoslavia | Jugoslavia         | 74                 |                    |  |
|  |                  |                  | Stati Uniti | Stati Uniti | 95         |                    |                    |                    |  |
|  | Stati Uniti      | Stati Uniti      | Stati Uniti | Stati Uniti | 95         | 95                 |                    |                    |  |
|  | Stati Uniti      | Stati Uniti      |             |             |            | 95                 |                    |                    |  |
|  | Canada           | Canada           | 77          |             |            | Finale 3º-4º posto | Finale 3º-4º posto | Finale 3º-4º posto |  |
|  | Canada           | Canada           | 77          |             |            |                    |                    |                    |  |
|  |                  |                  |             |             |            |                    |                    |                    |  |
|  |                  |                  |             |             |            | Unione Sovietica   | Unione Sovietica   | 100                |  |
|  |                  |                  |             |             |            | Unione Sovietica   | Unione Sovietica   | 100                |  |
|  |                  |                  |             |             |            | Canada             | Canada             | 72                 |  |

Semifinali
| Montréal 25 luglio 1976, ore 14:00 | Jugoslavia                  | 89 – 84 (42-42) referto | Unione Sovietica | Montreal Forum (~ 19.000 spett.)\| Arbitri: \| Manoel Tavares David Turner \| |
| Arbitri:                           | Manoel Tavares David Turner |                         |                  |                                                                               |

| Montréal 26 luglio 1976, ore 22:00 | Stati Uniti                | 95 – 77 (48-35) referto | Canada | Montreal Forum (~ 19.000 spett.)\| Arbitri: \| Aldo Albanesi Milan Jahoda \| |
| Arbitri:                           | Aldo Albanesi Milan Jahoda |                         |        |                                                                              |

Finali
- 3º-4º posto

| Montréal 27 luglio 1976, ore 16:00 | Unione Sovietica                | 100 – 72 (49-38) referto | Canada | Montreal Forum\| Arbitri: \| Artenik Arabadžijan John Holden \| |
| Arbitri:                           | Artenik Arabadžijan John Holden |                          |        |                                                                 |

- 1º-2º posto

| Arbitri: | Pieter Leegwater Ron Foxcroft |

|                                                                                                   |            | |
| Dantley 30 Kupchak, May 14                                                                        | Punti      | 27 Dalipagić 18 Kićanović                                                                                        |
| Hubbard 7                                                                                         | Rimbalzi   | 6 Jelovac, Jerkov, Ćosić                                                                                         |
| Ford, Buckner, Dantley, May, Kupchak Sheppard, Davis, Grunfeld, Carr, Armstrong, LaGarde, Hubbard | Formazioni | Kićanović, Slavnić, Dalipagić, Ćosić, Žižić Georgievski, Jelovac, Jerkov, Šolman, Delibašić n.e.: Knego, Varajić |
| Dean Smith                                                                                        | Allenatori | Mirko Novosel |

## Classifica finale
| Campione olimpico | Campione olimpico | Campione olimpico |
| --- | ----------------- | --- |
| Stati Uniti4 Ford, 5 Sheppard, 6 Dantley, 7 Davis, 8 Buckner, 9 Grunfeld, 10 Carr, 11 May, 12 Armstrong, 13 LaGarde, 14 Hubbard, 15 Kupchak, All. Dean Smith |                   | |
| Argento | Jugoslavia        | Jugoslavia4 Georgievski, 5 Kićanović, 6 Jelovac, 7 Žižić, 8 Jerkov, 9 Knego, 10 Slavnić, 11 Ćosić, 12 Šolman, 13 Varajić, 14 Dalipagić, 15 Delibašić, All. Mirko Novosel                        |
| Bronzo | Unione Sovietica  | Unione Sovietica4 Arzamaskov, 5 Sal'nikov, 6 Miloserdov, 7 Žarmuchamedov, 8 Makeev, 9 Jadėška, 10 S. Belov, 11 Tkačenko, 12 Myškin, 13 Korkia, 14 A. Belov, 15 Žigilij, All. Vladimir Kondrašin |
| 4. | Canada            | Canada4 Devlin, 5 Riley, 6 Robinson, 7 Cassidy, 8 Sankey, 9 Sharpe, 10 Hall, 11 Russell, 12 Town, 13 Raffin, 14 Hansen, 15 Tollestrup, All. Jack Donohue                                        |
| 5. | Italia            | Italia4 Brumatti, 5 Iellini, 6 Recalcati, 7 Vendemini, 8 Della Fiori, 9 Bariviera, 10 Zanatta, 11 Meneghin, 12 Marzorati, 13 Serafini, 14 Bisson, 15 Bertolotti, All. Giancarlo Primo           |
| 6. | Cecoslovacchia    | Cecoslovacchia4 Ptáček, 5 Petr, 6 Konopásek, 7 Sedlák, 8 Kropilák, 9 Kantůrek, 10 Kos, 11 Pospíšil, 12 Padrta, 13 Brabenec, 14 Douša, 15 Hraška, All. Vladimír Heger                            |
| 7. | Cuba              | Cuba4 Domecq, 5 R. Herrera, 6 Roca, 7 Chappé, 8 Ortiz, 9 Cañizares, 10 Scott, 11 Padrón, 12 T. Herrera, 13 Varona, 14 Urgellés, 15 Morales, All. Carmelo Ortega                                 |
| 8. | Australia         | Australia4 Campbell, 5 Watson, 6 Cadee, 7 Barnett, 8 Palubinskas, 9 Blicavs, 10 Tucker, 11 Crosswhite, 12 Simon, 13 Walsh, 14 Maddock, 15 Tomlinson, All. Lindsay Gaze                          |
| 9. | Porto Rico        | Porto Rico4 Lee, 5 Vicéns, 6 Rivera, 7 Brignoni, 8 Rodríguez, 9 Álvarez, 10 Blondet, 11 Thordsen, 12 Ortiz, 13 Cruz, 14 Dalmau, 15 Brown, All. Tom Nissalke                                     |
| 10. | Messico           | Messico4 García, 5 Guerrero, 6 Flores, 7 Palomar, 8 Ayala, 9 Campis, 10 Rodríguez, 11 Reyes, 12 Nava, 13 Alcalá, 14 Sáenz, 15 Raga, All. Carlos Bru                                             |
| 11. | Giappone          | Giappone4 Abe, 5 Chigusa, 6 Mori, 7 Yūki, 8 Fujimoto, 9 Numata, 10 Kuwata, 11 Yamamoto, 12 Shimizu, 13 Saitō, 14 Kitahara, 15 Hamaguchi, All. Masahiko Yoshida                                  |
| 12. | Egitto            | Egitto4 Abu al-Dahab, 5 Khaled, 6 el-Said, 7 Kamel, 8 el-Seoudi, 9 el-Gohary, 10 el-Saharty, 11 Selim, 12 Warda, 13 Hassan, 14 Osman, 15 Abdel Nabi, All. Fouad el-Kheir                        |